# Werner Blunck (Politiker)
Werner Blunck (* 28. Mai 1901 in Kiel; † 2. Juni 1988 in Hannover) war ein deutscher Jurist, Kaufmann, Volkswirt und Politiker (FDP).

## Leben
Blunck absolvierte sein Abitur an einem Reformgymnasium in Kiel im Jahr 1920 und begann im Anschluss eine Banklehre bis 1922. Daran schloss er ein Studium der Rechts- und Staatswissenschaften an den Universitäten in Kiel und Hamburg an. Im Jahr 1925 legte er die Diplomprüfung zum Volkswirt ab und promovierte im Jahr 1926.
Zwischen 1927 und 1928 hatte er verschiedene Volontärstellungen in der Industrie und Verwaltung inne. Als wissenschaftlicher Referent war er zwischen 1928 und 1938 bei der Stadtverwaltung Hannover (Wohlfahrtsamt) beschäftigt. 1938 nahm er eine Tätigkeit in der Firma H. W. Appel Feinkost-AG, Hannover auf. Er heiratete Hildegard, die Tochter des Unternehmers Heinz Appel.
Im Jahr der Machtergreifung durch die Nationalsozialisten wurde Blunck im Mai 1933  Mitglied in der Sturmabteilung (SA). Einen Monat nach dem „Röhm-Putsch“ trat er im August 1934 wieder aus der SA aus und der Deutschen Arbeitsfront (DAF) sowie der Nationalsozialistischen Volkswohlfahrt (NSV) bei.
Während des Zweiten Weltkrieges war Blunck von 1939 bis 1945 Kriegsteilnehmer; als Militärverwaltungsrat war er zu dem Wirtschaftsstab Ost unterstehenden Wirtschaftskommando Poltawa in die deutsch besetzte Ukraine abkommandiert.
Nach Kriegsende wurde Blunck 1947 zum Prokuristen der Firma Appel, 1948 zum Vorstandsmitglied und im Jahr 1958 zum Generaldirektor ernannt.
Ebenfalls nach dem Krieg wurde Blunck Vorsitzender der FDP des Kreisverbandes Hannover-Stadt. Blunck gehörte von 1959 bis 1967 dem Niedersächsischen Landtag an und war bis zum 30. Mai 1961 stellvertretender Vorsitzender der FDP-Landtagsfraktion.
Blunck wurde Mitglied des Verwaltungsrates des Universitätsbundes Göttingen. Ferner war er Vorsitzender oder Mitglied im Vorstand verschiedener sozialpolitischer Arbeitsgemeinschaften und Arbeitgeberverbände sowie Vorsitzender oder Mitglied im Vorstand verschiedener Wirtschaftsverbände. Er wurde Mitglied der Vollversammlung der Industrie- und Handelskammer Hannover. Blunck wurde zum Beiratsmitglied der Deutschen Bank AG, Filiale Hannover ernannt sowie zum Vizepräsidenten des EWG-Zusammenschlusses der Feinkostindustrie.
Nach dem Schlaganfall seines Schwiegervaters Heinz Appel übernahm Werner Blunck 1958 den Vorstandsvorsitz der Appel Feinkost Aktiengesellschaft.
1962 wurde der begeisterte Schlittschuhläufer und Liebhaber von Kirchen- und Kammermusik Konsul von Island.

## Ehrungen
- 1971 wurde Werner Blunck das Große Verdienstkreuz des Verdienstordens der Bundesrepublik Deutschland verliehen.[1]